# Chondrodactylus
Chondrodactylus is een geslacht van hagedissen dat behoort tot de gekko's (Gekkota) en de familie Gekkonidae.

## Naam en indeling
De wetenschappelijke naam van de groep werd voor het eerst voorgesteld door Wilhelm Peters in 1870. Er zijn zes soorten, de hagedissen werden eerder aan andere geslachten toegekend; Tarentola en Pachydactylus.
De geslachtsnaam Chondrodactylus betekent vrij vertaald 'korrelige tenen'.

## Verspreiding en habitat
De hagedissen komen voor in delen van Afrika en leven in de landen Rwanda, Tanzania, Mozambique, Malawi, Zambia, Zimbabwe, Botswana, Zuid-Afrika, Namibië, Angola, Kenia en Swaziland. De habitat bestaat uit droge savannen, rotsige omgevingen, koele woestijnen en verschillende typen scrublands en graslanden. Ook in door de mens aangepaste streken zoals landelijke tuinen en stedelijke gebieden kunnen de dieren worden aangetroffen.

## Beschermingsstatus
Door de internationale natuurbeschermingsorganisatie IUCN is aan alle soorten een beschermingsstatus toegewezen. De hagedissen worden beschouwd als 'veilig' (Least Concern of LC).

## Soorten
Het geslacht omvat de volgende soorten, met de auteur en het verspreidingsgebied.
| Naam                        | Auteur          | Verspreidingsgebied |
| --------------------------- | --------------- | --- |
| Chondrodactylus angulifer   | Peters, 1870    | Zuid-Afrika, Namibië, Botswana                                                                                                |
| Chondrodactylus bibronii    | Smith, 1846     | Zuid-Afrika, Namibië, Swaziland                                                                                               |
| Chondrodactylus fitzsimonsi | Loveridge, 1947 | Angola, Namibië |
| Chondrodactylus laevigatus  | Fischer, 1888   | Zuid-Afrika, Namibië, Angola                                                                                                  |
| Chondrodactylus pulitzerae  | Schmidt, 1933   | Namibië, Angola |
| Chondrodactylus turneri     | Gray, 1864      | Rwanda, Tanzania, Mozambique, Malawi, Zambia, Zimbabwe, Botswana, Zuid-Afrika, Namibië, Angola, Kenia, mogelijk in Swaziland. |